# Grandmaster (arti marziali)

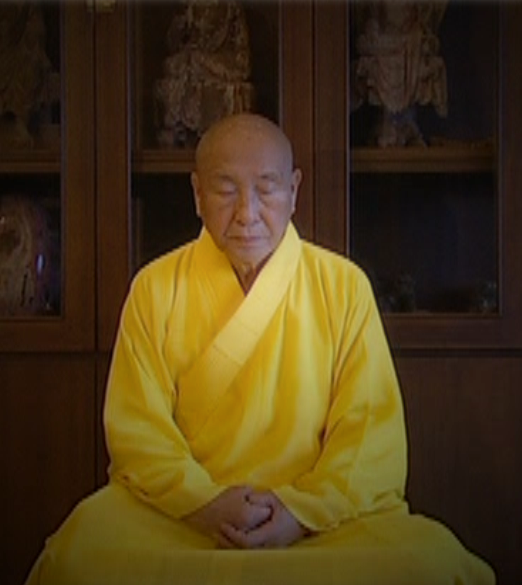
Il Grandmaster Wei Chueh nella sua divisa tradizionale

Grandmaster (o Grand Master) e Master sono i titoli utilizzati per descrivere alcuni anziani o esperti artisti marziali. Tali titoli possono, in qualche misura, allineati a maestri anziani di arti marziali stock character in fiction. Nelle arti marziali orientali, i tradizionali sistemi dei titoli variano tra le nazioni e le arti, ma termini come "insegnante" erano più comuni di "master." L'uso moderno proviene dalla società occidentale degli anni 1950 con le storie di gesta marziali viste in Asia.

## Sistemi tradizionali
Alcuni utilizzano l'equivalente di 'grandmaster', altri non hanno direttamente del termine equivalente e derivano direttamente da vecchi sistemi, altri sono relativamente moderni.

### Giappone
Le arti giapponesi e derivate comunemente utilizzano Sensei (先生) che significa "insegnante" o letteralmente tradotto: "nato prima" o "uno che è andato prima". Un Sensei è una persona che ha la conoscenza ed è disposto ad insegnare ad altri la conoscenza. Un Sensei aiuta gli studenti al ken shiki "il perseguimento della conoscenza". Alcune organizzazioni, come Bujinkan, Kōdōkan (Judo e Shodokan Aikido, utilizzano il termine shihan per gli istruttori di alto livello o altamente distinti.
Sōke (宗家?),  significa capo famiglia [casa]." è solitamente usato per riferirsi al "fondatore di uno stile" perché molti moderni sōke sono la prima generazioni di capo maestri della loro arte, ma ci si riferisce più correttamente come l'attuale capo. Un sōke è considerato la massima autorità nella sua arte ed ha il potere di emettere un certificato menkyo kaiden che indica che qualcuno padroneggia tutti gli aspetti dello stile.